# Герасимюк Микола Володимирович

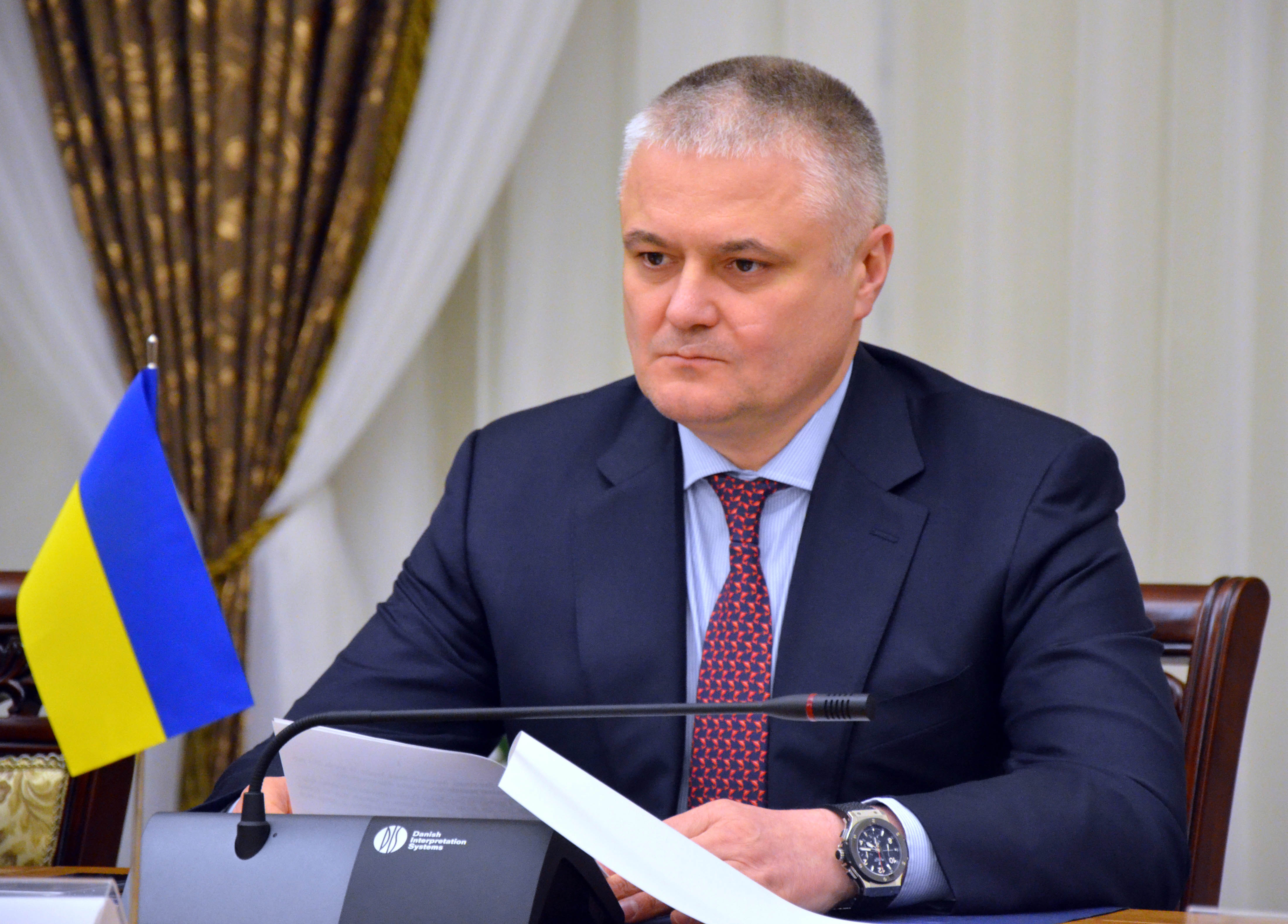

Микола Володимирович Герасимюк (нар. 7 листопада 1969, м. Гайсин, Вінницька область) — український прокурор. Старший радник юстиції.

## Освіта
Вищу освіту отримав у 1993 році в Українському інституті інженерів водного господарства (інженер-економіст, спеціальність «Економіка і управління в галузях агропромислового комплексу») та в 2000 році у Львівському національному університеті імені Івана Франка (юрист, спеціальність «Правознавство»).
У 2015 році закінчив Національну академію державного управління при Президентові України за спеціальністю "Управління суспільним розвитком" та здобув кваліфікацію магістра управління суспільним розвитком.

## Кар'єра
Після закінчення у 1986 році середньої школи у м. Рівне працював торфоробітником Рівненського виробничого об'єднання «Сойне».
1988–1989 роки — проходив військову службу в Збройних силах СРСР.
З 1991 року по 2000 рік працював в установах, організаціях Рівненщини юрисконсультом та інших керівних посадах.
У 2000 році розпочав роботу в органах прокуратури помічником прокурора м. Рівне.
2001–2002 роки — прокурор відділу прокуратури Рівненської області.
2002 рік — заступник прокурора Здолбунівського району Рівненської області.
2002–2005 роки — прокурор та старший прокурор відділу Генеральної прокуратури України.
2005–2007 роки — начальник управління нагляду за додержанням законів органами податкової міліції Головного управління нагляду за додержанням законів при провадженні оперативно-розшукової діяльності, дізнання та досудового слідства Генеральної прокуратури України.
2007 рік — начальник Головного управління нагляду за додержанням законів податковими органами Генеральної прокуратури України.
2007 рік — заступник Генерального прокурора України.
2010–2011 роки — директор юридичного департаменту, начальник юридичної служби ПАТ акціонерного банку «Укргазбанк».
2011 рік — помічник-консультант народного депутата України.
2011–2012 — начальник управління державної виконавчої служби Головного управління юстиції Міністерства юстиції України в АР Крим.
2012–2014 роки — заступник голови Державної виконавчої служби України.
2014 рік — прокурор м. Києва.
24 червня 2014 року першим заступником Генерального прокурора України — начальником Головного управління захисту прав і свобод громадян, інтересів держави, нагляду за додержанням законів спецпідрозділами та іншими органами, які ведуть боротьбу з організованою злочинністю і корупцією, та затверджено його членом колегії Генеральної прокуратури України.
22 грудня 2014 року написав заяву про звільнення з посади першого заступника Генерального прокурора, яку Генеральна прокуратура задовольнила.

## Сім'я
Одружений. Має шестеро дітей.

## Нагороди
У 2005 році нагороджений Почесною грамотою Верховної Ради України.